# El Mirador, Tamazunchale
El Mirador är en ort i Mexiko.   Den ligger i kommunen Tamazunchale och delstaten San Luis Potosí, i den sydöstra delen av landet, 200 km norr om huvudstaden Mexico City. El Mirador ligger 358 meter över havet och antalet invånare är 124.
Terrängen runt El Mirador är kuperad åt nordost, men åt sydväst är den bergig. Runt El Mirador är det ganska tätbefolkat, med 60 invånare per kvadratkilometer. Närmaste större samhälle är Tamazunchale, 10,8 km öster om El Mirador. I omgivningarna runt El Mirador växer i huvudsak städsegrön lövskog.